# Fraternidad Sacerdotal San Pío X
La Fraternidad Sacerdotal San Pío X (en latín: Fraternitas Sacerdotalis Sancti Pii X; FSSPX) es una congregación internacional de sacerdotes católicos tradicionalistas, religiosos (hermanos, hermanas y oblatos), y miembros seglares perteneciente a la Iglesia católica, dentro de la cual mantiene una relación compleja. Actualmente cuenta con 1135 miembros (2 obispos, 707 sacerdotes y 268 seminaristas y 128 postulantes) y mantiene presencia en 72 países.
La fraternidad lleva el nombre del papa san Pío X, reconocido por su postura antimodernista, y tiene como principios la fidelidad a la teología tomista y a la Tradición milenaria de la Iglesia frente a los errores modernos, el liberalismo y otras doctrinas anticatólicas. A pesar de reconocer la autoridad del papa, se mantiene renuente en aceptar ciertas doctrinas o enseñanzas que surgieron a partir del Concilio Vaticano II.
Fue fundada en noviembre de 1970 por monseñor Marcel Lefebvre, un arzobispo francés conocido mundialmente por su oposición al rumbo tomado por la jerarquía católica después del Concilio Vaticano II. Uno de los símbolos tomados como bandera por la Fraternidad es la defensa de la misa tridentina, conservando los libros litúrgicos anteriores a las reformas de los años sesenta.

## Historia

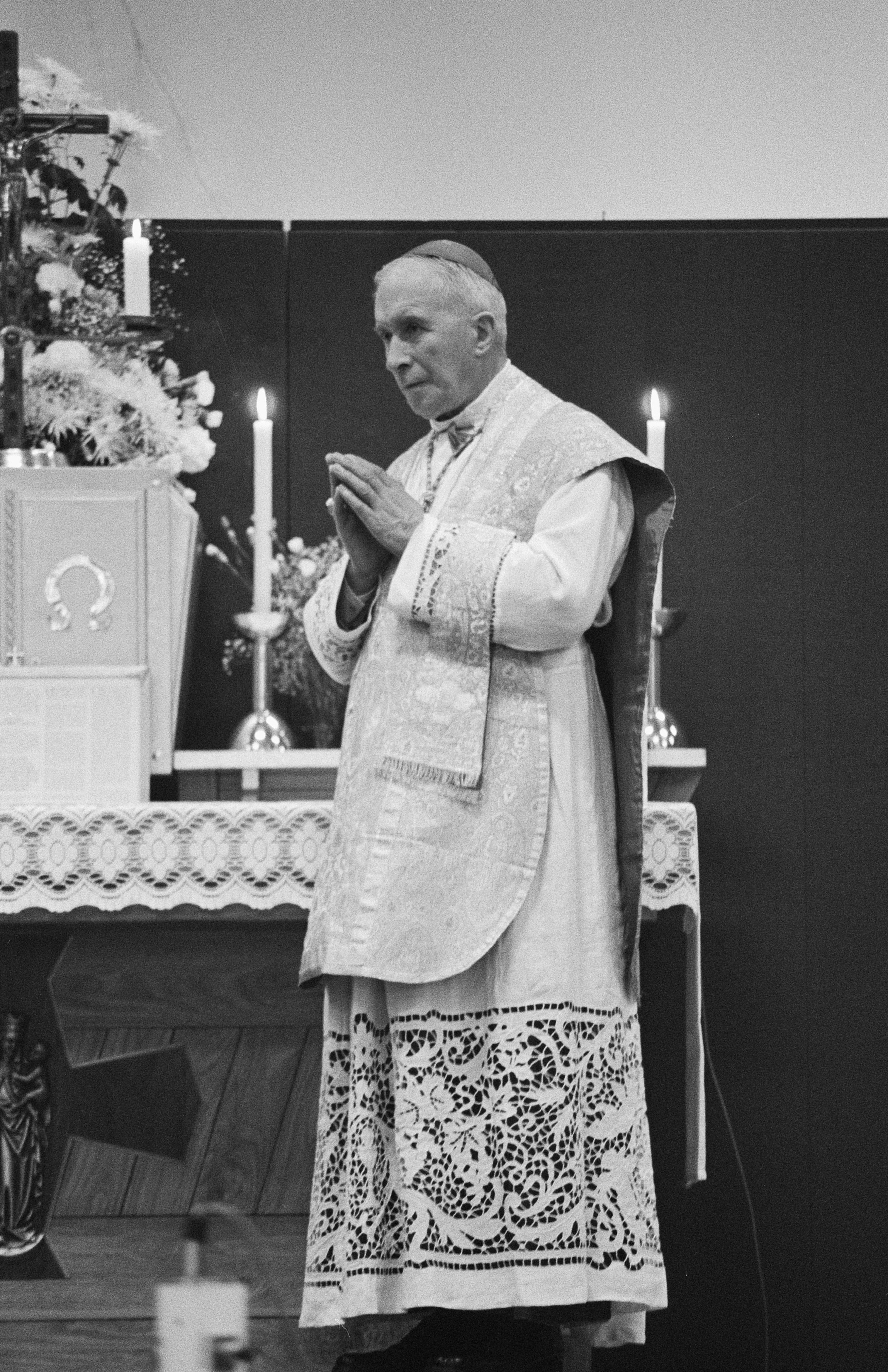
Monseñor Lefebvre durante una misa en Veldhoven.

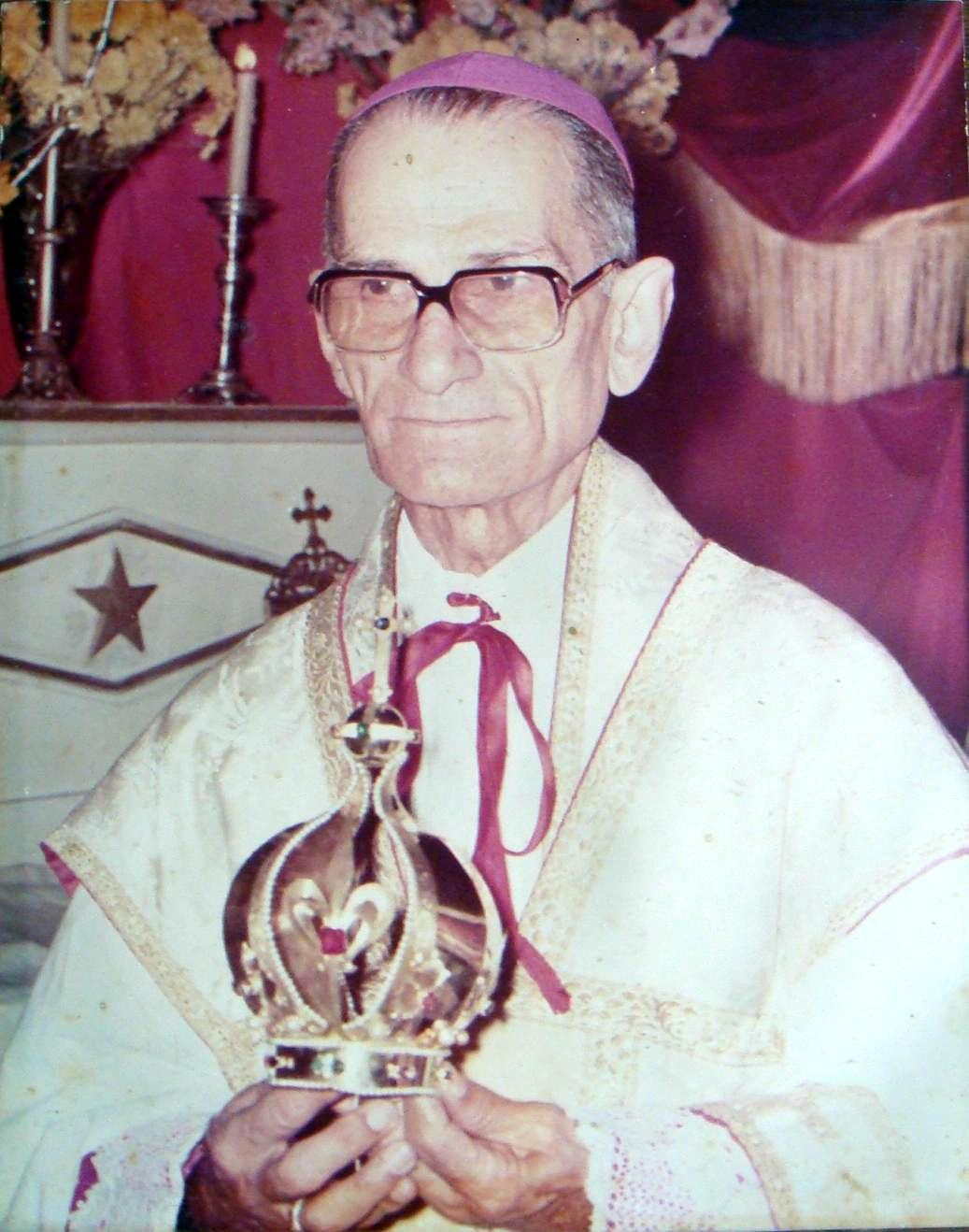
Mons. Antonio de Castro-Mayer, otro obispo crítico del concilio.

El 1 de noviembre de 1970, con la autorización de Mons. Charriere (obispo de Friburgo, Suiza), monseñor Marcel Lefebvre funda en Écône la Fraternidad Sacerdotal, a raíz de la petición de varios seminaristas franceses que no querían estudiar en el Pontificio Seminario Francés de Roma debido a los nuevos métodos introducidos ad experimentum tras el término del Concilio Vaticano II. La misión dada a la nueva congregación es "el sacerdocio y todo lo que viene con él y nada más que lo que se refiere a él".
Con el permiso del papa Pablo VI, la congregación se erige canónicamente por Mons. François Charrière, obispo de Lausana, Ginebra y Friburgo, como "pía unión". Por su parte, el obispo de Sion autoriza la fundación de un seminario en Écône. Tras esto, el prefecto de la Sagrada Congregación para el Clero, el Cardenal John Joseph Wright, envía a Mons. Lefebvre una carta elogiando los estatutos de la Fraternidad.
El 10 de junio de 1971, reunido con el claustro de profesores del seminario de Écône, Mons. Lefebvre, manifiesta su rechazo al Novus Ordo del rito romano de la misa. A pesar de la plena aceptación por parte de Roma de la erección canónica de las casas de la Fraternidad en dos diócesis suizas y una italiana, el rechazo a adoptar el nuevo misal promulgado por el papa Pablo VI lleva a que el sector renovador del clero, como la Conferencia Episcopal de Francia, se oponga a la Fraternidad y exija el cierre de su seminario, que es calificado de "salvaje, fuera de la ley". El cardenal francés Jean-Marie Villot encabeza el movimiento, siendo en ese momento secretario de Estado del Vaticano. Según monseñor Lefebvre, el cardenal intenta obligarlo «a firmar un documento en contra del papa Pablo VI»
En los años siguientes, Monseñor Lefebvre sigue señalando y denunciando la política de apertura post-conciliar, atacando en particular, lo que para él eran los tres puntos fundamentales que condensaban los errores del Vaticano II, asimilables estos a los tres principios revolucionarios del liberalismo:
- La libertad religiosa. La declaración Dignitatis Humanae del Concilio Vaticano II afirmó el derecho de cada persona y comunidad a la libertad social y civil en materia religiosa, por lo que Lefebvre y sus seguidores consideraron que la Iglesia abandona su bimilenaria vocación misionera y desalienta en sus miembros la labor proselitista, por lo que se recomienda a los potenciales conversos a permanecer en su fe. La libertad de cultos es asimilable al principio revolucionario liberal de la «Libertad».
- La colegialidad. La Iglesia no es ya una monarquía, sino una democracia donde la voluntad de la mayoría gobierna a través de un estado de "Concilio Permanente", asimilable al principio revolucionario liberal de la «Igualdad».
- El ecumenismo. Todos los credos —incluso los no cristianos, animistas o paganos— son iguales y agradan al único Dios, principio base de la Reunión de Asís 1988 y sus secuelas, asimilable al principio revolucionario liberal de la «Fraternidad».

El 21 de noviembre de 1974, publicó un manifiesto que definió su posición:

Nos adherimos de todo corazón, con toda nuestra alma, a la Roma católica guardiana de la fe católica y de las tradiciones necesarias al mantenimiento de esa fe, a la Roma eterna, maestra de sabiduría y de verdad. Por el contrario, nos negamos y nos hemos negado siempre a seguir la Roma de tendencia neomodernista y neoprotestante que se manifestó claramente en el Concilio Vaticano II y después del Concilio en todas las reformas que de éste salieron.
[…]Ninguna autoridad, ni siquiera la más elevada en la Jerarquía, puede constreñirnos a abandonar o a disminuir nuestra fe católica claramente expresada y profesada por el magisterio de la Iglesia desde hace diecinueve siglos.
“Si llegara a suceder - dice san Pablo- que nosotros mismos o un ángel venido del cielo os enseñara otra cosa distinta de lo que yo os he enseñado, que sea anatema” (Gál. 1, 8).
¿No es esto acaso lo que nos repite el Santo Padre hoy? Y si una cierta contradicción se manifestara en sus palabras y en sus actos así como en los actos de los dicasterios, entonces elegimos lo que siempre ha sido enseñado y hacemos oídos sordos a las novedades destructoras de la Iglesia.
[…] Habiendo esta Reforma nacida del liberalismo, del modernismo, está totalmente envenenada; sale de la herejía y desemboca en la herejía, incluso si todos sus actos no son formalmente heréticos. Es pues imposible a todo católico consciente y fiel adoptar esta Reforma y someterse a ella de cualquier manera que sea. La única actitud de fidelidad a la Iglesia y a la doctrina católica, para nuestra salvación, es el rechazo categórico a aceptar la Reforma.
Es por ello que sin ninguna rebelión, ninguna amargura, ningún resentimiento, proseguimos nuestra obra de formación sacerdotal bajo la estrella del magisterio de siempre, persuadidos de que no podemos prestar un servicio más grande a la Santa Iglesia Católica, al Soberano Pontífice y a las generaciones futuras. 
Es por ello que nos atenemos firmemente a todo lo que ha sido creído y practicado respecto a la fe, las costumbres, el culto, la enseñanza del catecismo, la formación del sacerdote, la institución de la Iglesia, por la Iglesia de siempre y codificado en los libros aparecidos antes de la influencia modernista del Concilio, esperando que la verdadera luz de la Tradición disipe las tinieblas que oscurecen el cielo de la Roma eterna.
[…]
Marcel Lefebvre (21 de noviembre de 1974)

## Obispos
| Obispo | Obispo                                                                                   | Episcopado                    | Episcopado                     | Nota      |
| Obispo | Obispo                                                                                   | Inicio                        | Fin                            | Nota      |
| ------ | ---------------------------------------------------------------------------------------- | ----------------------------- | ------------------------------ | --------- |
|        | Richard Williamson • 8 de marzo de 1940 † 29 de enero de 2025 (84 años)                  | 30 de junio de 1988           | 4 de octubre de 2012 (24 años) | Expulsado |
|        | Bernard Tissier de Mallerais • 14 de septiembre de 1945 † 8 de octubre de 2024 (79 años) | 30 de junio de 1988           | 8 de octubre de 2024 (36 años) |           |
|        | Alfonso de Galarreta • 14 de enero de 1957 (68 años)                                     | 30 de junio de 1988 (37 años) |                                |           |
|        | Bernard Fellay • 12 de abril de 1958 (67 años)                                           | 30 de junio de 1988 (37 años) |                                |           |

## Situación canónica
La FSSPX fue establecida bajo el derecho canónico en la forma de una pia unio. Este estatus le fue retirado en 1975 por Monseñor Mamie, obispo de Friburgo, en cuya jurisdicción había sido erigida, decisión que fue contestada mediante la presentación de un recurso suspensivo ante el Tribunal de la Signatura Apostólica. El cardenal Staffa, presidente del tribunal, a instancias —según parece— del cardenal Jean Villot, francés, secretario de Estado de Pablo VI, se negó a darle curso. La Fraternidad considera que, mientras no se decida el fondo del asunto, continúa existiendo bajo su estatus original. En cualquier caso, fuera de esta discusión, la Fraternidad estaría ejerciendo el derecho de asociación de los fieles, reconocido en el canon 299 §1 del Código de Derecho Canónico.
En 1988 Lefebvre consagró a cuatro sacerdotes de la Fraternidad como obispos, en la inteligencia de que no se oponía a la voluntad del papa de darle sucesores, tal como adujo se le había asegurado en los coloquios que había tenido en Roma durante 1987 y 1988. Sin embargo, la Santa Sede consideró que el acto de consagrar obispos sin mandato pontificio expreso supondría un acto cismático, por lo que declaró que Lefebvre (consagrante), Antonio de Castro Mayer (coconsagrante) y los cuatro ordenados habían incurrido en excomunión automática (latae sententiae).
Aun así, a principio de la década de 2000, Roma no consideraba que la FSSPX fuese cismática. No indicaba ni que sus miembros, ni que sus adherentes fuesen cismáticos individualmente considerados, pero antes del levantamiento de las excomuniones afirmaba que «muchos de los que tienen la autoridad» en la Hermandad entrarían en la definición de cisma, y que aquellos que asistían a las misas de la FSSPX se arriesgaban a «confundir su pensamiento al separarse del Magisterio del Romano Pontífice», con lo cual podrían llegar a un cisma. Mons. Perl, vicepresidente de la comisión Ecclesia Dei, afirmaba expresamente en un documento en el año 2003 que los fieles católicos podían cumplir el precepto dominical asistiendo a las misas que celebran los sacerdotes de la Hermandad San Pío X —y, por extensión, todos los demás preceptos de la Iglesia concernientes a la santificación de las fiestas—, así como el precepto de contribuir al sostenimiento de la Iglesia dando una contribución, como se estila, en las colectas que se hacen durante la misa.
Con fecha 21 de enero de 2009, la Santa Sede publicó un documento en forma de decreto pontificio, en el cual se levanta la excomunión a los obispos consagrados: Tissier de Mallerais, Williamson, Fellay y de Galarreta.
Por su parte, la Conferencia Episcopal Suiza, país en el que monseñor Marcel Lefebvre estableció (en la ciudad de Ecône) la casa de formación de la Fraternidad Sacerdotal San Pio X, quiso subrayar en una nota (30 de enero de 2009) que los obispos consagrados en 1988 sin mandato pontificio, «a pesar del levantamiento de la excomunión, seguían suspendidos a divinis».
Benedicto XVI precisó este punto en una carta publicada el 10 de marzo de 2009 al decir lo siguiente: "Para precisarlo una vez más: hasta que las cuestiones relativas a la doctrina no se aclaren, la Hermandad no tiene ningún estado canónico en la Iglesia, y sus ministros, no obstante hayan sido liberados de la sanción eclesiástica, no ejercen legítimamente ministerio alguno en la Iglesia".
Sin embargo, en 2015 el papa Francisco autorizó a los sacerdotes de la FSSPX a oír confesiones y a dar la absolución, válida y lícitamente, a cualquier fiel católico durante el Año Jubilar de Misericordia que comenzó en diciembre de 2015, y, al finalizar el Año Jubilar de la Misericordia, el 20 de noviembre de 2016, el papa Francisco decidió que esta facultad se extendiera más allá del período jubilar, hasta nueva disposición. El obispo Fellay agradeció el gesto paternal de Francisco y recordó que la FSSPX nunca había dudado de la validez de sus absoluciones. En una carta de la Pontificia Comisión "Ecclesia Dei" a los Prelados de las Conferencias Episcopales, se autorizó también la celebración de matrimonios canónicos, bajo delegación del obispo del lugar, añadiendo expresamente que el sacerdote de la Fraternidad «celebrará también la Santa Misa».
Según el obispo Fellay, el entonces superior general de la Franternidad, en 2016 el papa Francisco le envió una carta en la que le autorizaba a ordenar sacerdotes sin necesidad de permiso del obispo de cada lugar.
En una conferencia de prensa con Greg Burke en 2017, Francisco declaró:

las relaciones actuales son fraternales. El año pasado di a todos ellos [a los sacerdotes de la Fraternidad San Pío X] la licencia para la confesión, también una forma de jurisdicción para los matrimonios.

El cardenal Castrillón, presidente de la Comisión Pontificia Ecclesia Dei entre 2000 y 2009, manifestó en 2017 que los sacerdotes de la FSSPX «están dentro de los confines de la Iglesia», aunque precisó que «hace falta una comunión más plena, más perfecta».
En una entrevista en 2022, el obispo Fellay aseguró que en uno de los encuentros que mantuvo con el papa Francisco, este le dijo personalmente:

Yo no voy a condenarlos. Tengo problemas, hay gente que me da problemas cuando me ocupo de ustedes, pero les digo: mire, yo me ocupo de los anglicanos, de los protestantes, ¿por qué no podría ayudar a estos católicos? Y yo sé que usted también tiene problemas en la Fraternidad, que hay gente que no está contenta con todo esto: no me parece bien presionar, hay que dar tiempo, hay que ir despacio...

El obispo suizo Vitus Huonder, que tras retirarse se fue a vivir a una casa de la Fraternidad, afirmó en 2023 que el papa Francisco le había dicho personalmente que los sacerdotes de la FSSPX «no son cismáticos».

## En la actualidad

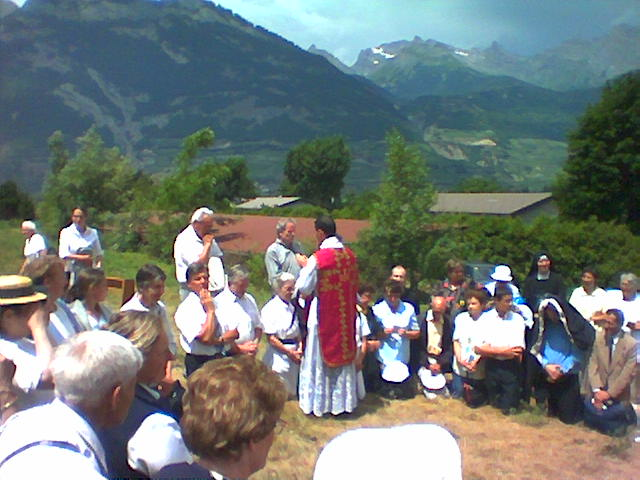
Sacerdote de la hermandad impartiendo la bendición.

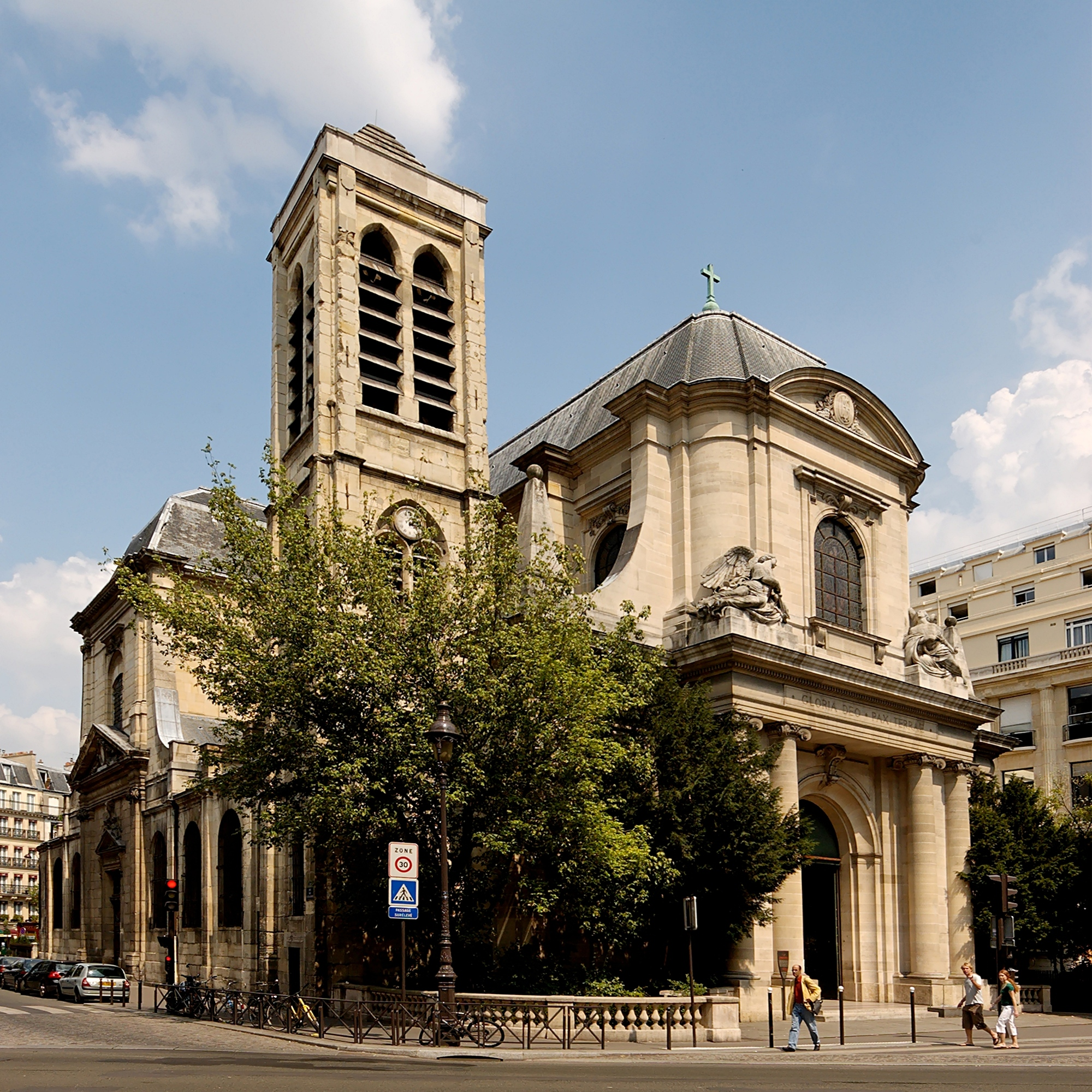
Iglesia de San Nicolás del Cardoncito en París.

Actualmente, la Fraternidad cuenta con:
- 2 obispos
- 707 sacerdotes (2022)[1]
- 190 seminaristas (2021)[26]
- 63 pre-seminaristas
- 82 oblatas
- 245 hermanas profesas de la fraternidad[27]
- 135 hermanos de la Hermandad

### Seminarios
- Seminario Internacional San Pío X en Écône, Suiza.
- Seminario Internacional del Sagrado Corazón en Zaitzkofen, Alemania.
- Seminario Nuestra Señora Corredentora en La Reja, Argentina.
- Seminario de la Santa Cruz en Goulburn, Australia.
- Seminario Santo Tomás de Aquino en Winona (MN), EUA.
- Seminario Internacional Santo Cura de Ars en Flavigny-sur-Ozerain, Francia.

### Prioratos
165 prioratos repartidos en 14 distritos:
| Distrito                  | Superior                        | Prioratos | Capillas | Centros de retiro | Colegios | Ref.   |
| ------------------------- | ------------------------------- | --------- | -------- | ----------------- | -------- | ------ |
| África                    | Pbro. Christophe Legrier        | 8         | 33       | -                 | 5        | [ 28 ] |
| Alemania                  | Pbro. Stefan Pfluger            | 11        | 52       | 1                 | 5        | [ 28 ] |
| América del Sur           | Pbro. Joaquín Matías Cortés     | 8         | 40       | 1                 | 4        | [ 28 ] |
| Asia                      | Pbro. Patrick Summers           | 6         | 54       | 1                 | 2        | [ 28 ] |
| Australia y Nueva Zelanda | Pbro. Daniel Themann            | 8         | 41       | -                 | 5        | [ 28 ] |
| Austria                   | Pbro. Johannes Christian Regele | 4         | 35       | -                 | -        | [ 28 ] |
| Bélgica y Países Bajos    | Pbro. Michel de Sivry           | 3         | 12       | -                 | 1        | [ 28 ] |
| Canadá                    | Pbro. Yves le Roux              | 7         | 46       | 1                 | 4        | [ 28 ] |
| Estados Unidos            | Pbro. John D. Fullerton         | 22        | 129      | 4                 | 32       | [ 28 ] |
| Europa del Este           | Pbro. Karl Stehlin              | 6         | 42       | 1                 | 2        | [ 28 ] |
| Francia                   | Pbro. Benoît de Jorna           | 46        | 187      | 3                 | 62       | [ 28 ] |
| Gran Bretaña e Irlanda    | Pbro. David Sherry              | 6         | 42       | -                 | 1        | [ 28 ] |
| Italia                    | Pbro. Louis Sentagne            | 4         | 24       | 2                 | 2        | [ 28 ] |
| México                    | Pbro. Pierre Mouroux            | 6         | 41       | 3                 | 1        | [ 28 ] |
| Suiza                     | Pbro. Thibaud Favre             | 9         | 28       | 1                 | 7        | [ 28 ] |
| Total                     |                                 | 154       | 806      | 18                | 133      | -      |

### Casas autónomas
3 casas autónomas:
| Casa autónoma               | Superior                                 | Prioratos | Capillas | Colegios | Ref.   |
| --------------------------- | ---------------------------------------- | --------- | -------- | -------- | ------ |
| América Central y el Caribe | Pbro. Ezequiel María Rubio               | 3         | 25       | 2        | [ 29 ] |
| Brasil                      | Pbro. Juan María de Montagut Puertollano | 4         | 19       | 1        | [ 29 ] |
| España y Portugal           | Pbro. Jorge Amozurrutia                  | 2         | 17       | -        | [ 29 ] |
| Total                       |                                          | 9         | 61       | 3        | -      |

### Otros
2 institutos universitarios, 90 colegios, 7 casas de asilo de ancianos, llegando a 63 países y al menos medio millón de fieles que atienden espiritualmente. La Fraternidad Sacerdotal San Josafat de Ucrania está asociada a la FSSPX.

### Escisiones
- Administración apostólica personal de San Juan María Vianney, refundada por Licínio Rangel, anteriormente fundada por Antonio de Castro-Mayer
- Fraternidad Sacerdotal de San Pedro
- Instituto del Buen Pastor
- Redentoristas Transalpinos
- Oasis de Cristo Sacerdote
- Barroux
- Unión Sacerdotal Marcel Lefebvre, fundada por Richard Williamson.
- La Sociedad San Pío V, fundada por el sacerdote Clarence Kelly y otros ocho sacerdotes de la FSSPX.